# Kassiopeia
Kassiopeia (lat. Cassiopeia) var i grekisk mytologi maka till Kepheus (lat. Cepheus) och mor till Andromeda. Alla dessa tre har fått ge namn åt stjärnbilder.
Kassiopeia skröt om att hon och hennes dotter Andromeda båda var vackrare än Nereiderna, en grupp havsnymfer. Detta retade havsguden Poseidon som fäste Kassiopeia på himlavalvet och lät henne rotera runt polstjärnan så att hon skulle hänga upp och ner halva tiden.